# Gnaphosa khovdensis
Gnaphosa khovdensis – gatunek pająka z rodziny worczakowatych. Endemit Mongolii.

## Taksonomia
Gatunek ten opisany został po raz pierwszy w 2014 roku przez Jurija Marusika, Aleksandra Fomiczewa i Michaiła Omełkę na łamach „ZooKeys”. Opisu dokonano na podstawie pojedynczego samca. Jako lokalizację typową wskazano pasmo Arszantyn nuuru w ajmaku kobdoskim na zachodzie Mongolii. Epitet gatunkowy pochodzi od nazwy ajmaku.
G. khovdensis tworzy grupę spokrewnionych gatunków z G. esyunini, G. rasnitsyni i G. serzonshteini.

## Morfologia
Samiec ma ciało długości 8,5 mm. Brązowy karapaks ma 4,1 mm długości i 3,1 mm szerokości. Szczękoczułki są ciemnobrązowe. Barwa wargi dolnej, szczęk i sternum jest brązowa. Szarobrązowa opistosoma (odwłok) zaopatrzona jest w jasnobrązowe kądziołki przędne. Nogogłaszczki samca mają goleń o krótszej niż ona apofizie z zaostrzony i zagiętym ku dołowi szczytem, tak długą jak goleń apofyzę medialną oraz osadzony w tylnej ⅓ bulbusa, biczowaty embolus z piłkowaną krawędzią przednio-boczną i dziobowatym kolcem w górnej części podstawy.

## Ekologia i występowanie
Pająk ten zasiedla górskie stepy o kamienistym podłożu. Znaleziony został pod kamieniem na rzędnych 1560 m n.p.m.
Gatunek palearktyczny, znany jest tylko z miejsca typowego w Mongolii.